# Lemovices
|  | No s'ha de confondre amb Lemaus. |

Els lemovices (en llatí Lemovici o Lemovices, en grec antic Λεμόβικες o Λεμουίκοι) van ser un poble gal veí dels arverns, que vivien a l'est, dels bitúriges cubs i dels pictons que vivien al nord, i dels santons que vivien a l'oest. La seva ciutat principal era Augustoritum, moderna Llemotges (francès Limoges). L'antiga diòcesi de Llemotges abraçava el territori dels lemovices. Dins del seu territori vivia un petit poble anomenat andecamulenses. Segons una inscripció, Mart s'identificava amb Camulus, una divinitat gal·la.
Juli Cèsar els esmenta entre els pobles que es va unir a la revolta de Vercingetorix l'any 52 aC i els situa entre els aulercs i els andecaus. Van enviar 10.000 homes a lluitar a Alèsia.
Segons Cèsar un altre poble anomenat lemòvic vivia a Armòrica. Alguns pobles repetien el nom i havia tres pobles anomenats aulercs, dos bituriges (cubi i vivisci) i dos volques (volques arecòmics i tectòsages).